# Ла Гала (Месина)
Ла Гала је насеље у Италији у округу Месина, региону Сицилија.
Према процени из 2011. у насељу је живело 844 становника. Насеље се налази на надморској висини од 220 м.